# Euphorbia ellenbeckii
Euphorbia ellenbeckii är en törelväxtart som beskrevs av Ferdinand Albin Pax. Euphorbia ellenbeckii ingår i släktet törlar, och familjen törelväxter. Inga underarter finns listade i Catalogue of Life.